# Континентален склон
Континенталният склон е самостоятелна морфоструктура, част от подводния край на континентите, разположен е между континенталния шелф и континенталното подножие, на дълбочина от 200 – 500 до 2000 – 3000 m. Характеризира се с по-голям наклон (средно около 4°, максимално до 20 – 40°) в сравнение с континенталното подножие и силно разчленен релеф. Типичните релефни форми са: стъпала, паралелни височини в основата на склона и напречни понижения, т.нар. подводни каньони, които обичайно започват още в шелфа и се простират до основата на склона, а на някои места и в континенталното подножие. Чрез сеизмични изследвания, сондажи и драгиране е установено, че по геоложки строеж континенталния склон представлява непосредствено продължение на структурите, развити в близките сухоземни участъци на континентите. Благодарение на наклонената си повърхност процесите, протичащи в горните части на континенталния склон довеждат до преместването на големи маси седиментен материал във вид на подводни ерозии и мътни потоци. В долните части на континенталния склон преобладават акумулативните процеси. Основните типове седименти по континенталния склон са – теригенни наслаги с алевритов състав, в топлите морета – карбонатна биогенна тиня, а в приантарктическата зона на Световния океан – айсбергови наслаги и диатомитова тиня. Континенталния склон е зона с висока продуктивност на органични вещества, поради което е обособена т.нар. батиална зона.